# Ahmed Helifí
Ahmed Helifí (Algír, 1929. január 8. – El Alia, 2012. május 25.) algériai nemzetközi labdarúgó-játékvezető. Teljes neve Ahmed Ben Khalifi. Polgári foglalkozása köztisztviselő a nemzeti telefontársaságnál.

## Pályafutása

### Nemzeti játékvezetés
Játékvezetésből 1947-ben Algírban vizsgázott. Vizsgáját követően az Algíri Labdarúgó-szövetség által üzemeltetett labdarúgó bajnokságokban kezdte sportszolgálatát. Az Algériai Labdarúgó-szövetség Játékvezető Bizottságának (JB) minősítésével 1951-től az Championnat National 1 játékvezetője. Küldési gyakorlat szerint rendszeres partbírói szolgálatot is végzett.  A nemzeti játékvezetéstől 1975-ben visszavonult.

#### Nemzeti kupamérkőzések
Vezetett kupadöntők száma: 5.

##### Algériai labdarúgókupa
| Időpont           | Helyszín                           | Mérkőzés típusa     | Mérkőzés               | Eredmény | Nézők száma |
| ----------------- | ---------------------------------- | ------------------- | ---------------------- | -------- | ----------- |
| 1963. április 28. | 1955. augusztus 20. Stadion, Algír | döntő első mérkőzés | ES Sétif–ES Mostaganem | 1 – 1    | 11 000      |
| 1963. május 12.   | 1955. augusztus 20. Stadion, Algír | döntő 2. mérkőzés   | ES Sétif–ES Mostaganem | 2 – 0    | 11 000      |
| 1975. június 19.  | 1962. július 5. Stadion, Algír     | döntő               | MC Oran–MO Constantine | 2 – 0    | 70 000      |

### Nemzetközi játékvezetés
Az Algériai labdarúgó-szövetség JB terjesztette fel nemzetközi játékvezetőnek, a Nemzetközi Labdarúgó-szövetség (FIFA) 1956-tól tartotta nyilván bírói keretében. A FIFA JB központi nyelvei közül a franciát beszélte. Algéria függetlenségét követően az első nemzetközi játékvezető. Több nemzetek közötti válogatott és klubmérkőzést vezetett, vagy működő társának partbíróként segített. A nemzetközi játékvezetéstől 1975-ben búcsúzott. Nemzetközi mérkőzéseinek száma: 56.

#### Labdarúgó-világbajnokság
Az 1974-es labdarúgó-világbajnokságon a FIFA JB bíróként alkalmazta. Selejtező mérkőzést a CAF zónában vezetett.
| Időpont         | Helyszín               | Mérkőzés típusa | Mérkőzés                 | Eredmény |
| --------------- | ---------------------- | --------------- | ------------------------ | -------- |
| 1973. június 3. | Mohamed Stadion, Rabat | 3. forduló      | Marokkó–Elefántcsontpart | 4 – 1    |

#### Afrikai nemzetek kupája
Az 1968-as afrikai nemzetek kupája, illetve az 1970-es afrikai nemzetek kupája labdarúgó tornán a CAF JB hivatalnoki szolgálatra vette igénybe.

##### 1968-as afrikai nemzetek kupája
| Időpont          | Helyszín                       | Mérkőzés típusa              | Mérkőzés                              | Eredmény | Nézők száma |
| ---------------- | ------------------------------ | ---------------------------- | ------------------------------------- | -------- | ----------- |
| 1968. január 12. | Cicero Stadion, Aszmara        | csoportmérkőzés (B. csoport) | Kongói Demokratikus Köztársaság–Kongó | 3 – 0    |             |
| 1968. január 21. | Központi Stadion, Addisz-Abeba | bronzmérkőzés                | Elefántcsontpart–Etiópia              | 1 – 0    | 10 000      |

##### 1970-es afrikai nemzetek kupája
| Időpont           | Helyszín                   | Mérkőzés típusa           | Mérkőzés     | Eredmény | Nézők száma |
| ----------------- | -------------------------- | ------------------------- | ------------ | -------- | ----------- |
| 1970. február 11. | Városi Stadion, Wad Madani | előselejtező (C. csoport) | Guinea–Ghána | 1 – 1    | 3900        |

#### Nemzetközi kupamérkőzések
Vezetett kupadöntők száma: 2.

##### Magreb Kupa
Egy alkalommal az Észak-afrikai régióban kiírt kupadöntőt vezette.

##### Palesztin Kupa
A Palesztin labdarúgó-szövetség felkérésére vezette a nemzeti kupadöntőt.

## Írásai
1990-ben megjelent könyvében játékvezetői pályafutásáról, valamint a labdarúgás játékszabályaihoz írt szakmai útmutatásokat.

## Szakmai sikerek
1975-ben a nemzetközi játékvezetés hírnevének erősítése, hazájában 10 éve a legmagasabb Ligában (osztályban) folyamatosan tevékenykedő, eredményes pályafutása elismeréseként, a FIFA JB felterjesztésére az 1965-ben alapított International Referee Special Award címmel és oklevéllel tüntette ki.